# Askari Mohammadijan
Askari Mohammadijan (pers. عسکری محمديان; ur. 2 marca 1963  w Sari) – irański zapaśnik w stylu wolnym. Dwukrotny srebrny medalista olimpijski – w Seulu 1988 w kategorii 57 kg i w Barcelonie 1992 w kategorii 62 kg.
Wicemistrz świata z 1989. Pierwszy na igrzyskach azjatyckich w 1986 i drugi w 1982. Złoto w mistrzostwach Azji w 1983, srebro w 1989 roku.